# Тврђа
Тврђа је стари град Осијека у Хрватској. Најбоље је очувана и највећа целина барокних грађевина у Хрватској, а састоји се од хабзбуршког бастионског система саграђеног на десној обали реке Драве. Светски фонд за споменике Тврђу је описао као „јединствени пример барокног, административног и комерцијалног урбаног центра осамнаестог века”.
Тврђа је изграђена у непосредној близини средњовековног Осијека након пораза османских снага 1687. због стратешког значаја града. Изградња је почела од 1712. Пет планираних бастиона и две капије завршене су до 1715. године. До 1735. унутрашњи град је завршен и додата су три северна бастиона. Када је завршена, била је највећа и најнапреднија тврђава Хабсбурга на граници са Османским царством, састојала се од осам бастиона и од оружара, складишта, седишта гарнизона, војног суда, грађевинске канцеларије, гарнизонског лекара, стражарнице, официрских станова, војне болнице и седам барака. Довршена тврђава била је у потпуности ограђена зидовима и палисадама и имала је по четири главна врата са сваке стране (север, југ, исток, запад). Тврђа је имала уличну расвету до 1717. и била је место првог јавног водовода у Хрватској, отвореног 1751. године.
Војни значај Тврђе смањен је након Берлинског конгреса 1878. године, са све већом стабилношћу окружења. Већина зидина и утврђења уништена су двадесетих година 20. века због препреке коју су представљале развоју Осијека. Иако су утврђења углавном уклоњена, унутрашње језгро тврђаве остаје нетакнуто и у њему се данас налазе цркве, музеји, школе и друге јавне зграде, као и бројни барови и ресторани. Само је северна страна зидова остала нетакнута, као и делови првог и осмог бастиона заједно са северним вратима познатим као „водена врата”. Тврђа је претрпела значајну штету током хрватског рата за независност током 1990-их и била је наведена на листи светских споменика 1996. године са најугроженијим местима. Сада се налази на „оквирној листи” Хрватске за разматрање као кандидат за место светске баштине.

## Историја

### Средњовековне и османске ере
Ново име Осијек први пут се појавило 1196. Средиште средњовековног града било је на обали реке Драве, где се данас налази Тврђа. Град је био трговачко и лучко насеље од почетка 12. века због свог положаја на путу од Печуја и Будима према југу. На овом месту се налазила романичка црква Свете Тројице. Између 1526. и 1687. године Осјеком су владали Османлије, који нису битно променили распоред насеља, већ су увели исламске богомоље, дајући том подручју оријентални изглед. Трагови средњовековних и османских градова остају до данашњих дана, укључујући и остатак старог зида Османске тврђаве, данас познате као Turski zid или Filibejeva utvrda.
Током османског периода, Осијек је био међународно познат због Сулејмановог моста. Изградњу моста започео је Ибрахим-паша Паргалија 16. августа 1526. по наређењу Сулејмана Величанственог. Мост, који је повезивао Осијек и Дарду, имао је облик дрвеног пута на стубовима и био је дуг приближно 7 km и широк 6 m. Мост је уништаван неколико пута, првобитно 1664. године, када је запаљен по налогу хрватског феудалног господара Николе VII Зринског. Мост је обновљен током владавине Сулејмана II. Спалиле су га хабзбуршке војске 1686. године.

### Дизајн и конструкција

#### 17. век
Развој војног насеља у Тврђи започео је 1687. године када су хабзбуршке војске протерале Османлије из града током Великог турског рата. Главни заповедник римско царске војске, Лудвиг Вилхелм Баденски, видео је Осијек као место од изузетне стратешке важности у рату против Османлија. Подстакао је поправку градских зидина и предложио изградњу нове тврђаве према Вобановим принципима војног инжењерства.
Градски магистрат је основан 1690. године, док су се још правили планови за нову тврђаву, а један од докумената из августа исте године насеље описује као „рушевно”. Два месеца касније, 29. октобра, османска војска је изненада напала. Напад је одбијен само захваљујући добро организованој одбрани, а Турци су се повукли 6. новембра, након кратке опсаде. Догађај је био јасна порука да се градња тврђаве не сме даље одлагати. Прва фаза претварања Тврђе у барокну тврђаву била је заснована на плану који је израдио инжењер 1691.

#### 18. век
Првобитни план за Тврђу израђен је из потребе за ојачавањем градских зидина, али није садржавао упутства за редизајн унутрашњости и предвиђао је углавном неконтролисани развој. Почев од августа 1712. аустријски инжењери, под надзором команданта тврђаве, изградили су касарне, цркве и манастире. Дизајн је следио модел низијских холандских војних утврђења тог периода.
До 1715. године било је завршено свих пет планираних бастиона и две капије. Додатна западна капија која води до Горњег града додата је 1716. године. Четврта капија, која води до Доњег града, додата је тек 1783. Изградња унутрашњег града завршена је до 1733. године, а 1735. завршена су три додатна северна бастиона, заједно са поштом, грађевинском канцеларијом тврђаве и болницом. Довршена тврђава имала је „осам бастиона, две оружаре, два велика складишта, седиште гарнизона, војни суд, грађевинску канцеларију, гарнизонског лекара, стражарницу, официрске станове, војну болницу и седам касарни”. На основу „прстенастог модела”, утврђења су заузимала површину од 80 хектара, чинећи Тврђу највећом тврђавом на граници са Османским царством.
Фрањевачки самостан изграђен је између 1699. и 1705. године, а ново крило је додато између 1731. и 1733. године, које је касније постало нови самостан 1761. године. Године 1725. исусовци су започели изградњу жупне цркве Светог Михаила, након изградње сопственог манастира. Ова црква је била у употреби после 1734. године, иако је била непотпуна. Стуб Свете Тројице подигнут је на главном тргу тврђаве 1730. године као споменик куге са волутама. Четири додатна постоља додата су споменику 1784. године, на сваком се налазио кип свеца. Тврђа је имала уличну расвету већ 1717. Први систем за снабдевање јавном водом у Хрватској отворен је у Тврђи 1751. године.
Средином 18. века у Тврђи је било више од 35 гостионица. Јозеф II Хабзбуршки је боравио у једној од гостионица приликом посете Осијеку. Године 1786. одредио је спајање Горњег града, Доњег града и Тврђе у једно градско веће.

### 19. и 20. век
Већ у другој половини 18. века у Тврђи није било нових грађевина, па је чак и одржавање тврђаве постало терет. Године 1809. Осијек је добио статус краљевског града.
Војни значај Тврђе смањио се након Берлинског конгреса 1878. као резултат повећања политичке и војне стабилности у региону. Два северозападна бастиона срушена су 1870-их, чинећи пут за Амброзијев парк. Изградња Краљевске гимназије започета је 1881. године, а Краљевска општа средња школа завршена је 1890. године. У југозападном углу главног трга 1898. године изграђена је и епископска богословија. То су биле једине зграде подигнуте унутар зидина Тврђе у последње три деценије 19. века.
Како се Осијек развијао као град, присуство тврђаве ометало је потенцијал за урбанистичко планирање. Рушење већине зидина догодило се између 1923. и 1926. године, изградњом електричног трамваја. Последњи барутни магацин, смештен иза цркве Светог Михаила, срушен је 1958. Док је већина утврђења срушено (задржани су само први и осми бастион и северни зид са такозваном воденом капијом), центар Тврђе остаје нетакнут. Југословенска народна армија одржавала је гарнизон и војну болницу у Тврђи, али су се 1980-их ове зграде постепено напуштале и адаптирале у атеље за локалне сликаре и вајаре.
Од фебруара до јуна 1986, тврђава је коришћена као место за снимање War and Remembrance.
Тврђава је претрпела велику штету током хрватског рата за независност, који је трајао од 1991. до 1995. Рат је нанео структурну штету због урушавања кровова, зидова и подова.

## Садашњост
Након смањења војног значаја тврђаве крајем 19. века, Тврђа постаје центар административног, образовног, културног и научног живота у Осијеку и читавој регији. Прва школа у Осијеку организована је у Тврђи; први научни план и програм уведен је 1707. године, да би се касније проширио и обновио, а прва штампарија почела је са радом 1735. Значај образовних институција у Тврђи најбоље подвлачи чињеница да су хрватски нобеловци, Лавослав Ружичка и Владимир Прелог, заједно са српским научником Милутином Миланковићем (Миланковићеви циклуси), били дипломци тврђанских школа. Универзитет Јосип Јурај Штросмајер у Осијеку заузео је некадашње главно седиште од 1995. Прехрамбено-технолошки факултет пресељен је у зграду која је служила као прва војна болница у Осијеку, од средине 17. века до почетка деведесетих. Остале данашње образовне институције у Тврђи укључују II и III гимназију, музичку школу Фрање Кухача (бивша римокатоличка богословија), исусовачку класичну гимназију (бивша логистичка касарна изграђена средином 18. века) и средњу економску школу (бивша женска гимназија).
Према попису становништва из 2001. године, у градском округу Тврђа живи 10.277 становника који живе у 3310 домаћинстава. Унутрашњост тврђаве сада је средиште осјечког ноћног живота. У Тврђи постоје бројни барови и ресторани. У тврђави се налази музеј Славоније, највећи музеј општег типа у Хрватској, смештен у Тврђи од 1946. године. У бившем градском музеју и архивској згради данас се налази државна дирекција за заштиту споменика, одељење хрватског Министарства културе. Светац заштитник Тврђе је Свети Мајкл, 29. септембар се обележава као дан градске четврти Тврђе.

## Наслеђе
Светски фонд за споменике описао је Тврђу као јединствени пример барокног, административног и комерцијалног урбаног центра осамнаестог века. Тврђа је на хрватској оквирној листи за разматрање за светску баштину. Током рата у Хрватској од 1991. до 1995. године, 90 посто зграда у Тврђи је донекле оштећено, а тврђава је 1996. била на листи светских споменика најугроженијих локација. Од тада се није појавио на списку, који се објављује сваке две године.
Бивша генерална команда налази се на новчаници од 200 куна, издане 1993. и 2002.
Агенција за обнову Тврђе је основана 1999. Наведени циљеви су заштита, обнова и ревитализација Тврђе. Процес рестаурације има за циљ очување архитектонских, историјских и естетских квалитета Тврђе у потпуности, у складу са принципима рестаурације које је поставио Међународни савез за споменике и локалитете, уз задржавање мултифункционалног карактера. Такође је предвиђена међународна сарадња, посебно са Саветом Европе. Агенцију финансирају влада Хрватске, осјечко-барањска жупанија и град Осијек.

## Галерија
- Бастион Осијек
- Тврђа, Осијек
- Тврђа, унутрашњост
- Црква Светог Михаела
- Археолошки музеј, Осијек
- Водена врата, Осијек
- Средња школа у Тврђи
- Археолошка зона Тврђа, Горњи град